# Jwalapuram
Jwalapuram (Tamil சுவாலபுரம்; Sanskrit für Stadt des Feuers) ist eine archäologische Fundstätte im Distrikt Kurnool von Andhra Pradesh im Süden Indiens. Die Fundstelle liefert Spuren hominider Besiedlung vor und nach der Toba-Katastrophe vor 73.000 Jahren. Es ist jedoch unklar, welche menschliche Spezies sich in Jwalapuram niedergelassen hat, da bisher noch keine fossilen Überreste gefunden wurden.
Jwalapuram ist zum Verständnis von mikrolithischer Technologie in Südasien von besonderer Wichtigkeit und hilft, den Einfluss von Umweltveränderungen auf technologischen Veränderungen aufzuklären. In Jwalapuram Locality 9 belegen fünf stratigraphische Einheiten den technologischen Wandel. Funde von Microblades (Mikrolithen) wurden in den Ablagerungen von Stratum E (tiefste Schicht) bis zu den obersten Schichten gemacht. Die Forschergruppe um Clarkson hat den Dichtewandel der Microblade-Technologie durch die Schichten untersucht und daraus geschlossen, dass die Veränderungen der mikrolitischen Technologie auf klimatische Veränderungen zurückführbar ist. Das Klima im untersuchten Gebiet wurde offenbar immer arider, sodass die Hominiden weiter umherstreifen mussten, was die Veränderungen der Werkzeuge andeuten.
Der archäologische Fundplatz wurde von Alice Roberts besucht für den BBC-Dokumentarfilm The Incredible Human Journey.